# Lokomotiva EU11

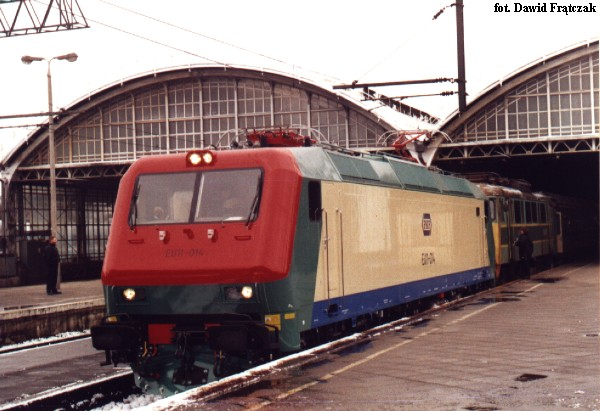
Lokomotiva EU11-014

Lokomotivy řady EU11 jsou čtyřnápravové stejnosměrné elektrické lokomotivy, které pro polské železnice Polskie Koleje Państwowe měla dodat společnost Adtranz v počtu 42 kusů. Výroba lokomotiv byla zahájena v roce 1998 v závodě Adtranz ve Vratislavi. V únoru 2002 však byl celý kontrakt zrušen. Ačkoli dále probíhala jednání o možném pokračování dodávek, po zakoupení Adtranzu společností Bombardier Transportation byly rozhovory s polským zákazníkem definitivně ukončeny. Nakonec však bylo všech 42 kusů vyrobeno a dodáno jinému zákazníkovi v Itálii.